# 冷血 (ドクター・フーのエピソード)
「冷血」（れいけつ、原題: "Cold Blood"）は、イギリスのSFドラマ『ドクター・フー』の第5シリーズ第9話。2010年5月29日に BBC One で初めて放送された。脚本はクリス・チブナル、監督はアシュレイ・ウェイが担当した。前話「ハングリー・アース」との二部作の後編であり、ヒト型爬虫類のサイルリアンが再登場した。
チブナルはエグゼクティブ・プロデューサーのスティーヴン・モファットとピアーズ・ウェンガーにより、サイルリアンが再登場する二部作の脚本担当に選ばれた。チブナルは特に「冷血」を重圧下での人類の過ちと、家族を守ることから生じる抗争についての物語にしようとした。また、本作は第5シリーズのストーリー・アークと繋がっており、本作の終盤では宇宙のひび割れが再登場する。「ハングリー・アース」と「冷血」は2009年10月と11月に撮影され、「冷血」のシーンはウェールズの Llanwonno、カーディフの Temple of Peace、プランタジアなどが、製作チームが洞窟のように見えないでほしいと考えたサイルリアンの都市のセットに使用された。イギリスでの本作の視聴者数は749万人で、批評家のレビューは賛否両論であった。プロットやサイルリアンのキャラクター性に落胆する批評家もいたが、感情を揺さぶる結末は広く称賛された。

## あらすじ

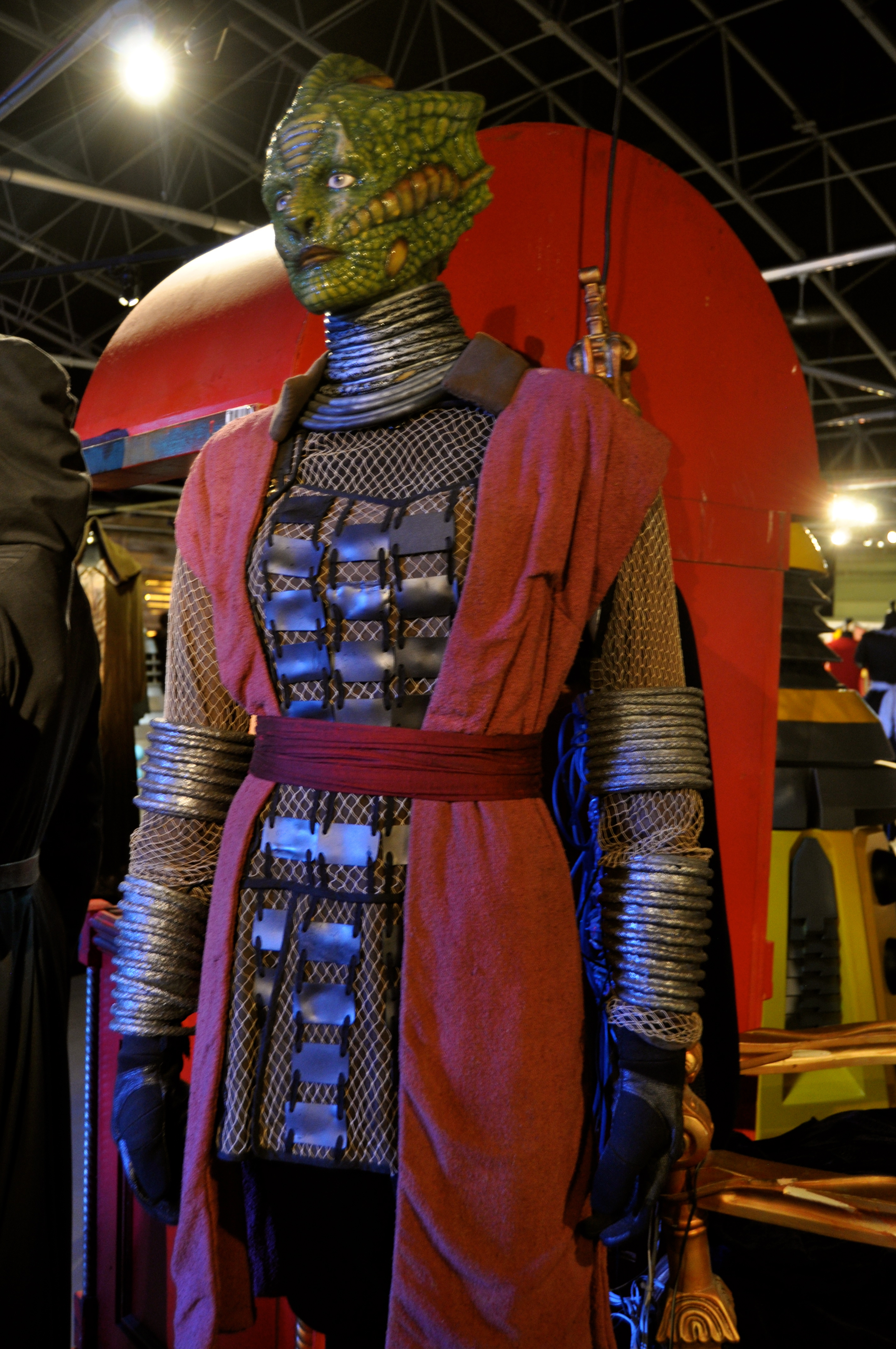
レスタック

前話から続き、タイムトラベラーの異星人11代目ドクター（演:マット・スミス）と地質学者ナスリーン・チャウダリー（演:ミーラ・サイアル）が、捕虜にされたドクターのコンパニオンエイミー・ポンド（演:カレン・ギラン）、地元男性モウ（演:アラン・ラグラン）と彼の息子エリオット（演:サミュエル・デイヴィス）を救うべく地下深くのサイルリアン文明へ向かう。一方地上では、エイミーの婚約者ローリー・ウィリアムズ（演:アーサー・ダーヴィル）とモウの妻アンブローズ（演:ニア・ロバーツ）およびアンブローズの父トニー（演:ロバート・パフ）は確保したサイルリアン族のアラヤ（演:ネーヴ・マッキントッシュ）の監視を続けていた。彼女は捕虜解放の鍵であった。ドクターがエイミーとナスリーンに人類とサイルリアンで地球を共有する交渉をさせている頃、モウとエリオットを助けるためにアンブローズが司令官レスタックの妹アラヤを地上で殺害していたことが判明する。

## 製作

### 脚本
エグゼクティブ・プロデューサーのスティーヴン・モファットとピアーズ・ウェンガーは脚本家クリス・チブナルにコンタクトを取り、サイルリアンとドリルの登場する二部作エピソードを執筆するよう彼に依頼した。チブナルは以前に『ドクター・フー』のエピソード「タイムリミット42」やスピンオフシリーズ『秘密情報部トーチウッド』の複数エピソードを執筆していた。「冷血」は前話「ハングリー・アース」で始まった物語の後編であり、「ハングリー・アース」で緊張が生み出され、「冷血」で行動に移された。また、「冷血」の舞台は巨大なサイルリアンの都市で、ウェールズの小さな村を舞台とする「ハングリー・アース」とは対照的であり、この対照性はチブナルの意図したものであった。チブナルは本作で重圧下における人類の過ちと、家族を守ることから生じる偶発的な抗争を描写しようとした。そのため、アラヤを死なせる筋書きは常に彼の頭の中にあったという。彼は「冷血」は特に明らかにサイルリアンについてのサイルリアンの望んだ物語であると考えた。
モファットには本作を第5シリーズのストーリー・アークに結び付ける計画があり、それはローリーがただ死ぬのではなく宇宙のひび割れによって歴史から存在を抹消されるということ、そしてひび割れからターディスの破片が出て来たことであった。後にモファットは「パンドリカが開く」にて、宇宙を裂け目から守るためのドクター用の罠の一部である、ローマの百人隊長に意識が植え付けられた状態でローリーを再登場させた。また、ドクターたち3人が楽しく旅をしていたので、モファットはそろそろ犠牲を払うのが適切だと考えた。ローリーの死は過ちを犯すというチブナルのテーマにも繋がるもので、裂け目を見ようと立ち止まったドクターの過失であった。ギランは当該シーンを演じることについて「信じられないほど挑戦的」とコメントし、その演技を真実味があり信じることのできるものにしようとした。

### 撮影
「ハングリー・アース」と「冷血」は第5シリーズの第4製作ブロックで製作され、2009年10月と11月にウェールズの Llanwonno と Upper Boat Studios で撮影された。製作チームはサイルリアンの都市が単なる洞窟に見えないようにするべく、「冷血」で数多くのロケ地と稀なセットを使ってサイルリアンの都市を構築した。彼らはサイルリアンが花崗岩や大理石といった地下で発見された素材を使うことのできる洗練された種族だと信じた。セットの多くはオレンジ色の照明で照らされ、地球中心に由来する辺り一面の光が再現された。サイルリアンの都市に続くジャングルの通路はスウォンジーのプランタジアの植物園にて2009年11月13日に撮影された。セットは、サイルリアンが生存に要する物資が成長していくという感覚をもたらすようにデザインされた。セットのデザイナーは植物をアレンジすることもできたが、その場合駐車場やその他現代的設備の見える窓が映らないように気を付けなくてはならなかった。ドクターが処刑のため運ばれたホールはカーディフの Temple of Peace で撮影され、セットには軽い装飾がなされた。

## 放送と反応
イギリスでは「冷血」は BBC One と BBC HD のサイマル放送で2010年5月29日に初放送された。当夜の視聴者数速報値は570万人で、「ハングリー・アース」から100万人記録を伸ばしたことになる。最終確定値は749万人で、うち BBC One が704万人、BBC HD が45万人であった。2010年5月30日に終わる週では BBC One で4番目に視聴者数が多かったことになり、放送日では最高記録に達したことになる。Appreciation Index は85であった。
「冷戦」は「エイミーの選択」や「ハングリー・アース」と共にリージョン2のDVDやブルーレイディスクで2010年8月2日に発売され、同年11月8日には完全版第5シリーズDVDボックスセットの一部として再発売された。日本語版DVDは2014年10月3日に『ドクター・フー ニュー・ジェネレーション DVD-BOX 1』に同梱されて発売された。

### 批評家の反応
本作は批評家から賛否両論のレビューを受けた。ガーディアン紙のダン・マーティンは緊張感と狂気と考えさせられる物語を気に入ったものの、本作が『ドクター・フー』の以前のサイルリアンの物語に似ていると述べた。彼は人類のためのエイミーとナスリーンの交渉に喜んだが、一方で外交シーンは大雑把であると考えた。全体として、彼は本作の強みを「このシリーズが今までしてこなかった方法で、深く考えるべき大きなものとモラルを与えてくれる」点であるとした。デイリー・テレグラフのギャヴィン・フラーも「冷血」のコンセプトとアイディアをオリジナルの1970年のサイルリアンの物語になぞらえたが、「白か黒かの描写」と一次元的なレスタックの存在により、インパクトが減少していたと考えた。また、彼はマット・スミスのドクターにも批判的であり、彼には貫禄と信念がなく、あまりにも気楽すぎると論評した。しかし、彼はローリーが殺される終盤のシーンにおけるスミスとギランの両名の"強力な"演技を称賛した。
Webサイト The A.V. Club のケイス・フィップスは本作をB+と評価し、ローリーの死がサイトの評者のせいで台無しにされ、本来ほど本作を楽しめなかったとした。彼は本作に就いて「並外れてはいなくても、満足のいく結末である」「シリーズの中でかなりしっかりとした入場だ」と述べた。彼はギランとエイミーのキャラクター性が印象的であり続けていると遥かに称賛したほか、チブナルとウェイによる脇役の深み、人類とサイルリアンの抗争に由来する寓話、ローリーの消滅の余波を高く評価した。
IGNのマット・ウェールズは本作を10点満点で8点と評価し、「ハングリー・アース」よりも現実味がないと考えたものの、独特の雰囲気の構成や思慮深いトーンを楽しんだ。彼は本作の展開を予想できると感じたものの、「テンポが速く、美しく再現された地下世界と、立体的なキャラクターを演じる説得力のあるキャストにより、エンターテイメントとしては十分なものが提供された」と述べた。彼は終盤におけるスミスとギランの演技を称賛したが、「大団円が驚くほど控えめになっていた」と感じた。SFX のイアン・ベリマンは「冷血」に5つ星のうち4つ半をつけ、感情を揺さぶる結末を肯定的にラッセル・T・デイヴィス時代のエピソードになぞらえた。彼は細かい指摘として、マロケのキャラクター性が急に変わったこと、軍側のサイルリアンでアラヤだけが武器を持っていないこと、ソニック・スクリュードライバーでサイルリアンの武器を破壊できるなら何故今までそうしてこなかったのか、などを挙げた。